# Rachid Hami
Rachid Hami, né le 16 août 1985 à Alger en Algérie, est un acteur et réalisateur français.

## Biographie
Il naît à Alger dans une famille de la bourgeoisie intellectuelle, son père étant orthopédiste et sa mère enseignante, et a deux frères, dont l'un, Jallal Hami, est mort à la suite d'un bahutage lors de son intégration dans une école militaire, récit dont Rachid a réalisé un film en 2023, Pour la France.
Après une interprétation remarquée dans L'Esquive d'Abdellatif Kechiche et dans Pour l'amour de dieu de Ahmed Bouchaala, il entreprend la réalisation de plusieurs moyens métrages, dont Point d'effet sans cause et Choisir d'aimer en 2007 où il interprète également un rôle aux côtés de Louis Garrel et Leila Bekhti. Il est très proche du réalisateur Arnaud Desplechin qui le soutient depuis ses débuts.

## Filmographie

### Acteur
- 2004 : L'Esquive d'Abdellatif Kechiche : Rachid, l'arlequin
- 2004 : Rois et Reine d'Arnaud Desplechin : Marcello, le braqueur
- 2006 : Faux départ (court-métrage) de Jean-Marc Vincent : Rachid
- 2006 : Pour l'amour de dieu (téléfilm) de Ahmed Bouchaala et Zakia Tahri : Kevin/Mohammed
- 2007 : Choisir d'aimer de Rachid Hami : Yacine
- 2009 : Le Bel Âge de Laurent Perreau : Louis
- 2012 : Fat Bottomed Girls Rule the World (court-métrage) de Flora Desprats : Mouloud
- 2015 : Les Deux amis de Louis Garrel : Rachid, l'acteur
- 2016 : Villeperdue (moyen-métrage) de Julien Gaspar-Oliveri : Bakri

### Réalisateur
- 2005 : Point d'effet sans cause (court-métrage)
- 2007 : Choisir d'aimer (moyen-métrage)
- 2017 : La Mélodie
- 2023 : Pour la France

## Distinctions

### Décoration
- Chevalier de l'ordre des Arts et des Lettres, 2022

### Récompenses
- Choisir d'aimer Prix du public au festival Premiers plans d'Angers
- Choisir d'aimer Prix du public au Festival du cinéma de Brive - Rencontres du moyen métrage
- Choisir d'aimer Prix d'interprétation pour Leïla Bekhti au  Festival Silhouette, Parc des Buttes-Chaumont à Paris